# Almost Dead
Almost Dead är en amerikansk skräckfilm från 1994 i regi av Ruben Preuss. I huvudrollen som Dr. Katherine Roshak ses Shannen Doherty.

## Rollista
| Shannen Doherty  | – Dr. Katherine Roshak |
| Costas Mandylor  | – Dominic Delaserra    |
| John Diehl       | – Eddie Herbek         |
| William R. Moses | – Jim Schneider        |
| Steve Inwood     | – Polischef            |